# Ernst Atterbom
Ernst Gabriel Amadeus Atterbom, född 7 november 1835 i Uppsala, död 1 april 1924 i Kungälv, var en svensk väg- och vattenbyggnadsingenjör. 

## Biografi
Atterbom var son till skalden och litteraturhistorikern Per Daniel Amadeus Atterbom.
Atterbom blev student vid Uppsala universitet 1853 och var elev vid Högre artilleriläroverket på Marieberg 1855–1858. Han blev löjtnant i Väg- och vattenbyggnadskåren 1859, kapten 1869 och major 1878. Han var elev vid Strömsholms kanalarbete 1853–1854, nivellör och tillförordnad stationsingenjör vid Västra stambanan 1858–1861 och ordinarie stationsingenjör 1861, stationsingenjör vid Borås–Herrljunga Järnväg 1862–1863, vid Östra stambanan 1863 och vid Ystad–Eslövs Järnväg (samt tillförordnad arbetschef där under åtta månader) 1863–1865, arbetsledare vid anläggningen av Kungsträdgården i Stockholm 1868 och av stadens kloaker 1868–1870. Han var lärare vid Stockholms slöjdskola 1868–1871 och vid Teknologiska institutet 1870–1871, distriktsingenjör vid Frövi–Ludvika Järnväg 1871–1873, stationsingenjör vid Norra stambanan 1873–1878, distriktschef i Västra väg- och vattenbyggnadsdistriktet 1878–1900 samt överingenjör vid förberedande och utförande av väg- och brobyggnad över Göta älv vid Trollhättan 1886–1889. Han utförde även flera andra stora brokonstruktioner och en mängd undersökningar. Atterbom är begravd på Uppsala gamla kyrkogård.
Atterbom var gift med Augusta Viktoria Tigerschiöld.